# Уральська радянська енциклопедія
Уральська радянська енциклопедія (рос. Уральская советская энциклопедия) — російсько-радянська енциклопедія про Урал, його географію, промисловість, демографію тощо. В травні 1930 року Уральським обласним комітетом ВКП(б) приймається рішення про створення Уральської радянської енциклопедії. В 1931 виходить «Словник-проспект Уральської радянської енциклопедії». В 1933 році вийшов перший том цієї енциклопедії. Після того як велика частина редакції була репресована — інші томи енциклопедії так ніколи і не вийшли. На інформацію з енциклопедії помітний вплив зробила тоталітарна радянсько-комуністична ідеологія.

## Видані томи
| Том | Рік  |                          |
| --- | ---- | ------------------------ |
| 1   | 1933 | А — В (А, В, С — Вяхирь) |